# Orthosia scoparia
Orthosia scoparia är en oleanderväxtart som först beskrevs av Thomas Nuttall, och fick sitt nu gällande namn av Liede och Meve. Orthosia scoparia ingår i släktet Orthosia och familjen oleanderväxter. Inga underarter finns listade i Catalogue of Life.